# هارت بلانتون
هارت بلانتون (بالإنجليزية: Hart Blanton)‏ هو عالم نفس أمريكي، ولد في 1994.